# Walking on Sunshine (film)
Walking on Sunshine is een Britse muzikaal romantisch comedydrama uit 2014. De film werd geregisseerd door Max Giwa and Dania Pasquini. In de film komen covers voor van hits uit de jaren 80. Zangeres Leona Lewis speelde haar debuutrol in deze film.

## Plot
Maddie is haar bruiloft met haar Italiaanse verloofde, Raf, aan het organiseren en ze nodigt haar zus Taylor uit. Maddie weet alleen niet dat Raf de ex-vriend is van Taylor en tevens de liefde van haar leven. De film speelt zich af in het Italiaanse Apulië.

## Cast
| Acteur          | Personage |
| --------------- | --------- |
| Annabel Scholey | Maddie    |
| Giulio Berruti  | Raf       |
| Hannah Arterton | Taylor    |
| Leona Lewis     | Elena     |
| Katy Brand      | Lil       |
| Greg Wise       | Doug      |
| Danny Kirrane   | Mikey     |
| Giulio Corso    | Enrico    |